# Karl Brunner (econoom)
Karl Brunner (Zürich, 16 februari 1916 – Rochester, 9 mei 1989) was een Zwitsers econoom. 
In 1943 emigreerde hij vanuit Zwitserland naar de Verenigde Staten. 
Hij was een van de grondleggers van het monetarisme. Vooral de studie naar de aard van het geldaanbod proces en de filosofie van wetenschap en logica had zijn belangstelling. 
- Base de données des élites suisses: 77724
- Bibliothèque nationale de France: cb12277456n (data)
- Catàleg d'autoritats de noms i títols de Catalunya: 981058511861306706
- Gemeinsame Normdatei: 123926092
- Historisch woordenboek van Zwitserland: 044472
- International Standard Name Identifier: 0000 0001 0892 9592
- Library of Congress Control Number: n78095397
- Mathematics Genealogy Project: 213730
- Nationale Bibliotheek van Tsjechië: vse2008445713
- Nationale Bibliotheek van Israël: 987007601211205171
- Nederlandse Thesaurus van Auteursnamen: 068428200
- Istituto Centrale per il Catalogo Unico: MILV017061
- LIBRIS: 179465
- SNAC: w6zp70m4
- Système universitaire de documentation: 031589510
- Virtual International Authority File: 44358615
- WorldCat: E39PBJfMgHx3hfF4gRfx8BgxjC